# شاين أوليري
شاين أوليري (بالإنجليزية: Shane O'Leary) هو لاعب اتحاد الرغبي أيرلندي وكندي، ولد في 12 مارس 1993 في كورك في جمهورية أيرلندا.

## روابط خارجية
- شاين أوليري عل موقع إسبنسكروم (الإنجليزية)
- شاين أوليري على موقع ItsRugby.co.uk (الإنجليزية)